# Dorstenia letestui
Dorstenia letestui là một loài thực vật có hoa trong họ Moraceae. Loài này được Pellegr. mô tả khoa học đầu tiên năm 1928.